# Adam Kocian
Adam Kocian (* 1. April 1995 in Andernach) ist ein deutscher Volleyballspieler.

## Karriere
Adam Kocian ist der Sohn des slowakischen Volleyballspielers Milan Kocian; sein Bruder Tomas ist ebenfalls Profi in dieser Sportart. Er wurde in Deutschland geboren, kehrte aber nach der Scheidung seiner Eltern mit der Mutter in die Heimat zurück. Er begann seine Karriere bei VKP Bratislava. 2011 kehrte der Zuspieler nach Deutschland zurück und spielte beim Volleyball-Internat Frankfurt in der zweiten Liga Nord. Im gleichen Jahr wurde er in die deutsche U18-Nationalmannschaft berufen. 2013 wechselte Kocian zum Bundesliga-Aufsteiger VSG Coburg/Grub. 2015 wurde er von der SVG Lüneburg verpflichtet. Mit den Norddeutschen erreichte er in der Saison 2015/16 im DVV-Pokal und in den Bundesliga-Playoffs jeweils das Halbfinale. 2018 debütierte Kocian in der deutschen Nationalmannschaft und spielte anschließend eine Saison beim Bundesligisten United Volleys Frankfurt.